# ペイ・ザ・ゴースト ハロウィンの生贄
『ペイ・ザ・ゴースト ハロウィンの生贄』（Pay the Ghost）は、2015年にアメリカ合衆国で製作されたホラー映画。監督をウーリ・エーデルが、主演をニコラス・ケイジが務めた。
アメリカ合衆国では2015年9月25日に一部劇場での限定公開とビデオ・オン・デマンドが開始された。

## ストーリー
あるハロウィンの夜、大学で講師を務めるマイクは、愛する息子チャーリーと共に町の祭りに参加する。しかし、そこでチャーリーは「幽霊に借りを払ってくれる？」という謎の言葉を残して忽然と姿を消してしまう。マイクは妻のクリスティンと共に必死でチャーリーを捜索するが、ついに彼が見つかることはなかった。
それから一年後、チャーリーの一件が原因でマイクとクリスティンの仲は完全に冷え切っており、現在では別居状態に陥っていたが、それでもマイクはチャーリーの行方を知ろうと行動を続けていた。そんなある日、マイクは助けを求めるチャーリーの幻覚に遭遇する。その幻覚を追ってたどり着いた廃墟には、あの日チャーリーが残した言葉「幽霊に借りを払え」という言葉が壁一面に記されていた。そこで暮らす盲目のホームレスから話を聞いたマイクは、チャーリーが今でも生きていて自分に助けを求めているのではないかと感じるようになる。早速マイクはクリスティンにこの話をするが当然相手にされることはなかった。しかし、その日以来クリスティンにも不可解な出来事が起こるようになり、二人は力を合わせてチャーリーを取り戻すことを決意する。
マイクとクリスティンの二人は過去行方不明になった子供たちについて調べ出すが、その中でハロウィンの日に次々と子供たちが行方不明になっていることを知る。調査を進めるうちに子供たちの姿をした幻覚に悩まされた二人は霊能力者に依頼を行うが、その霊能力者は何者かの強い力で不可解な死を遂げてしまう。裏にこの世のものではない強い力の持ち主がいることを確信した二人は調査を続行し、そこで三百年前に魔女の疑いをかけられ処刑されたアニーというアイルランド人女性の存在を知る。アニーは自身が処刑される前に目の前で三人の子供たちを殺されており、「毎年三人の子供をさらう」という呪いを人々にかけて処刑されたのだという。この言い伝えを聞いたマイクは、チャーリーに導かれたあの廃墟へと向かい、そこで盲目のホームレスにアニーのもとへ案内してほしいと懇願する。彼の頼みを聞いたホームレスは、マイクをアニーがいる異世界へと案内する。そこでチャーリーを見つけたマイクは、彼と共に現世へ帰ろうとするが、それを防ごうと悪霊と化したアニーが襲い掛かってくる。絶体絶命の危機に陥るマイクだったが、チャーリーの助けを求める声に反応した子供たちの霊によって二人は助けられ、なんとか現世へ帰ることが出来たのだった。チャーリーを救い出したマイクは、早速彼をクリスティンのもとへと連れていく。再会を喜ぶ三人。マイクは最愛の息子と幸せな家庭を取り戻したのだった。

## キャスト
※括弧内は日本語吹替
- マイク・ローフォード - ニコラス・ケイジ（大塚明夫）
- クリスティン - サラ・ウェイン・キャリーズ（棟方真梨子）
- ハンナ - ヴェロニカ・フェレ（仲村かおり）
- ジョーダン - リリク・ベント（坂詰貴之）
- アニー・ソウクイン - ローレン・ベイティ
- ゴースト・アニー - カリー・ハンター
- チャーリー - ジャック・フルトン（設楽麻美）
- 盲目の男 - スティーヴン・マクハティ（宮崎敦吉）

## 評価
レビュー・アグリゲーターのRotten Tomatoesでは31件のレビューで支持率は10%、平均点は3.70/10となった。Metacriticでは9件のレビューを基に加重平均値が23/100となった。